# بریان پریسکی
بریان پریسکی (انگلیسی: Brian Priske؛ زادهٔ ۱۴ مهٔ ۱۹۷۷) بازیکن سابق فوتبال اهل دانمارک و سرمربی فعلی باشگاه فوتبال میتیولن است.
از باشگاه‌هایی که در آن بازی کرده‌است می‌توان به باشگاه فوتبال خنک، باشگاه فوتبال پورتسموث، باشگاه فوتبال کلوب بروخه، باشگاه فوتبال وایله بلدکلوب، و باشگاه فوتبال میتیولن اشاره کرد. وی همچنین در تیم‌های ملی فوتبال زیر ۲۱ سال دانمارک و تیم ملی فوتبال دانمارک نیز بازی کرده‌است.